# 五箇莊站

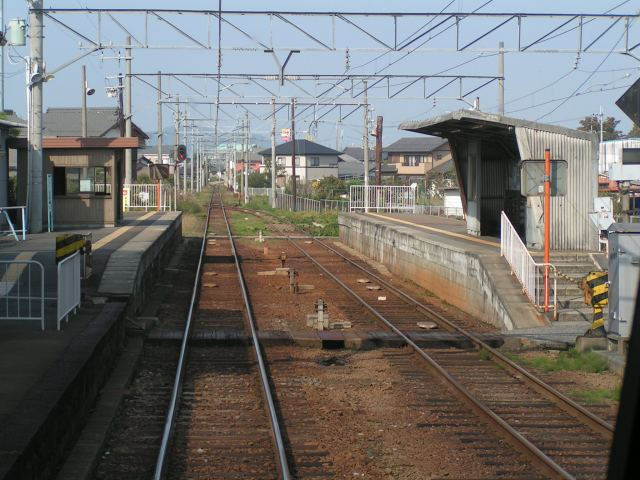
五箇莊站內。左邊是米原方向月台，右邊是貴生川方向月台。

五箇莊站（日语：／ Gokasho eki */?）是位於滋賀縣東近江市五個莊小幡町，近江鐵道本線的車站。車站編號為OR13。車站名稱為「五箇莊」，當時取自當地的地名，現時的地名已經改變寫法為「五個莊」。

## 歷史
- 1899年（明治32年）3月19日 - 在中山道路口附近開設小幡站[1]。
- 1910年（明治43年）1月1日 - 車站向南遷移200米，改名為五箇莊站[2]。
- 1943年（昭和18年） - 敷設引込線[3]。
- 1948年（昭和23年） - 砂利採取場和引込線的擁有權由西武建設繼承。
- 1982年（昭和57年） - 隨著車站大樓老化而拆毀[3]。在現時車站大樓落成前，車站內沒有一座名為車站大樓的建築物。
- 2000年（平成12年）9月21日 - 現時的車站大樓竣工。
- 2014年（平成26年）4月 - 月台無障礙化工程完成。同時貴生川方向的側線廢止。

## 車站構造
車站是一座地面車站，設有2面2線的相對式月台。在車站南邊設有近江鐵道本線與東海道新幹線的立體相交點。車站西邊設有米原方向月台，東邊設有貴生川方向月台，兩月台之間設有站內平交道。車站大樓位於米原方向月台側。現時的車站大樓與近江商人發祥地五個莊的建築物都是木製平房。大樓內設有東近江市銀齡人材中心五個莊事業所，中心職員同時管理車站大樓和負責單車租賃服務。
在貴生川方向月台東邊設有側線，該側線向貴生川一方延伸至愛知川河岸，該處設有砂石場（西武建設）。在砂石場廢止後，於愛知川河流附近（滋賀縣道52號栗見八日市線路口東邊）的路軌已經撤走。該路軌用作近江鐵道的道碴裝載線，可以較少使用該設施。

## 使用狀況
根據「東近江市統計書」，以下為近年一日平均乘車人次。
| 年度   | 一日平均 乘車人次 |
| ------ | ----------------- |
| 2002年 | 77                |
| 2003年 | 65                |
| 2004年 | 70                |
| 2005年 | 68                |
| 2006年 | 67                |
| 2007年 | 75                |
| 2008年 | 70                |
| 2009年 | 66                |
| 2010年 | 68                |
| 2011年 | 66                |
| 2012年 | 61                |
| 2013年 | 66                |
| 2014年 | 59                |
| 2015年 | 75                |
| 2016年 | 80                |

## 車站周邊
車站周邊為住宅區，較少商店。五個莊地區的中央集中在東邊，該處一些政府設施，也比較鄰近車站。觀光地點金堂地區距離車站約2公里。從此站租單車前往該處也比較方便。
站前設有東近江市的合乘的士「一點點號」，該服務委托了近江的士負責。站前設有五個莊循環線。乘車前必需事前預約。在舊五個莊町時代設有「五個莊町內循環巴士」，但是班次較少，站前設有一個名為「五個莊站」）的巴士站，停靠該巴士站的路線連接町內各地。在大正末期至昭和初期設有五個莊自動車，該公司設有巴士路線從金堂經五箇莊站前往能登川站。在昭和16年前，五箇莊站至能登川站之間設有馬車路線。
- 東近江市政廳五個莊分所
- 五個莊郵局
- 東近江警署（日语：東近江警察署）五個莊交番
- 東近江市五個莊福祉中心
- 東近江市五個莊保健中心
- 東近江市立五個莊中學
- 東近江市五個莊中央公園
- 東近江市五個莊體育館
- 小幡人形（日语：小幡人形）工房
- 國道8號
- 滋賀縣道210號五個莊停車場線（日语：滋賀県道210号五個荘停車場線）
- 中山道
- 御代參街道（日语：御代参街道）

## 相鄰車站
近江鐵道
■本線（湖東近江路線）
愛知川（OR12）－五箇莊（OR13）－河邊之森（OR14）

## 注腳
1. ↑  「仮停車場設置」《官報》1899年3月24日（國立國會圖書館數碼化收藏）
2. ↑  「哩程並駅名変更」《官報》1910年2月10日（國立國會圖書館數碼化收藏）
3. 1 2  《ふるさと小幡史》88-92頁
4. ↑  井上廣和、高橋攝《日本の私鉄24 近畿》（1983年，保育社）
5. ↑  《ふるさと小幡史》216-217頁

## 外部連結
- 五箇莊站 （页面存档备份，存于）（日語）（各站資訊）- 近江鐵道
- 一點點巴士、一點點號（東近江市） （页面存档备份，存于）（日語）